# Широкоугольный объектив
Широкоуго́льный объекти́в — объектив, фокусное расстояние которого короче «нормального». В фотографии оно должно быть меньше, чем диагональ используемого кадра, поэтому к группе широкоугольных принято относить фотообъективы, обладающие углом поля зрения от 52° до 82° включительно. В кинематографе широкоугольными считаются киносъёмочные объективы, фокусное расстояние которых менее удвоенной диагонали кадра киноплёнки. Объективы с углом поля зрения шире, чем 90°, считаются сверхширокоугольными. В фотографии понятие широкоугольного объектива применимо как к оптике с постоянным фокусным расстоянием, так и к зумам соответствующего диапазона. В последнем случае используется термин «широкоугольный зум».

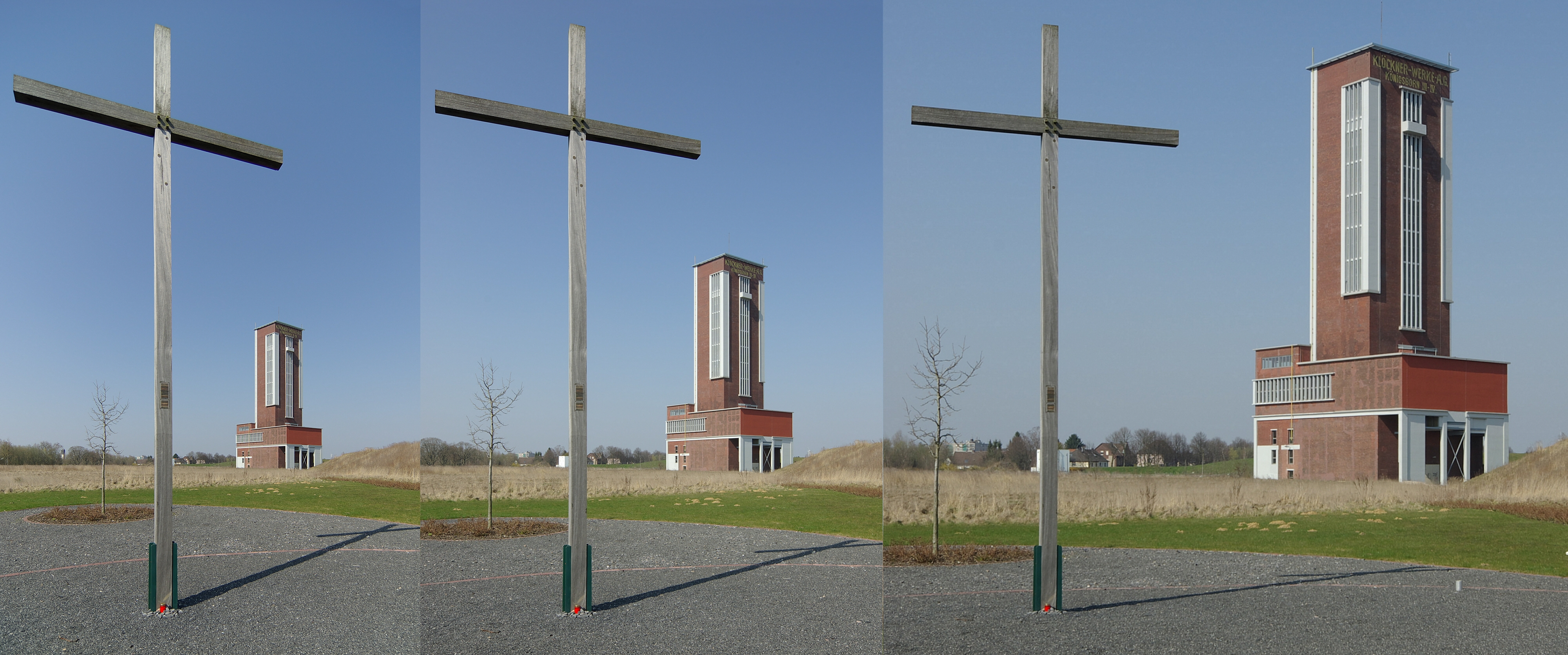
Один и тот же сюжет, снятый с разных расстояний широкоугольным, нормальным и длиннофокусным объективами

## Особенности
Для малоформатного фотоаппарата широкоугольными считаются объективы с фокусным расстоянием менее 50 мм. Такой же диапазон занимает короткофокусная киносъёмочная оптика, рассчитанная на классический кадр или формат «Супер-35». Для кинокамер формата «Супер-16» широкоугольным считается объектив короче 25 мм. Для наиболее распространённых цифровых зеркальных фотоаппаратов с кроп-фактором 1,5—1,6 широкоугольными можно считать объективы с фокусным расстоянием короче 28 мм. Для среднеформатного кадра 6×6 см фокусное расстояние широкоугольного объектива должно быть меньше 75 мм. Обычно оно лежит в диапазоне 45—65 мм.

Схема ретрофокусного широкоугольного объектива для однообъективных зеркальных фотоаппаратов. H’ — задняя главная плоскость; f’ — заднее фокусное расстояние

Широкоугольные объективы незаменимы в интерьерной фотографии, позволяя вести съёмку в тесном помещении. Кроме того, они нашли широкое применение в архитектурной и пейзажной фотографии. Однако, подчёркнутая перспектива, даваемая короткофокусной оптикой, позволяет использовать её как дополнительное выразительное средство для любых сюжетов. Ещё одна характерная особенность короткофокусной оптики заключается в большой глубине резкости, позволяющей получать резкое изображение сюжетов, протяжённых в глубину. В некоторых случаях это позволяет вообще обходиться без фокусировки, устанавливая объектив на гиперфокальное расстояние. В кинематографе короткофокусная оптика искусственно сокращает длительность действия в кадре, поскольку актёр может уходить из крупного плана или входить в него быстрее, чем при съёмке другими объективами.
Широкоугольные объективы в наименьшей степени чувствительны к шевеленке в фотографии и неравномерности панорамирования при кино- и видеосъёмке. Из-за особенностей оптической конструкции для широкоугольных объективов виньетирование характерно в большей степени, чем для оптики других фокусных расстояний. Поэтому в современных цифровых фотоаппаратах и кинокамерах предусмотрены специальные алгоритмы компенсации (профили объективов), обеспечивающие цифровое выравнивание яркости изображения по полю.
В дальномерных фотоаппаратах используются короткофокусные объективы симметричной конструкции, считающейся наиболее оптически совершенной и свободной от дисторсии. Широкоугольные объективы, предназначенные для однообъективных зеркальных фотоаппаратов и кинокамер с зеркальным обтюратором, обладают специальной ретрофокусной конструкцией, позволяющей удлинить задний отрезок. Это необходимо из-за наличия за объективом подвижных зеркала или обтюратора. Упрощённо такое оптическое устройство можно представить, как перевёрнутый телеобъектив, состоящий из отрицательного переднего мениска и положительного заднего компонента. Оптическая сила рассеивающего и собирающего элементов тем выше, чем короче фокусное расстояние по сравнению с задним отрезком. Первый ретрофокусный широкоугольник для кинокамер с зеркальным обтюратором был построен французским оптиком Пьером Анженье в 1950 году. Позднее им был разработан «Angenieux Retrofocus» 35/2,5 для малоформатных фотоаппаратов, ставший образцом многочисленных подражаний.

## Короткофокусный объектив
Понятие короткофо́кусный объекти́в применительно к съёмочной оптике означает то же, что и «широкоугольный». К проекционной оптике термин «широкоугольный» не применяется, поскольку угол поля зрения в этой области не имеет прямого практического значения. От фокусного расстояния зависит размер изображения, даваемого на экране при определённом расстоянии от него до проектора. Короткофокусный объектив даёт более крупное изображение, чем длиннофокусный. Так, при проекции кашетированных фильмов использование короткофокусного объектива позволяет заполнять изображением более крупный экран, чем при демонстрации классического обычной оптикой.